# Последний единорог (мультфильм)
«Последний единорог» (англ. The Last Unicorn) — анимированный японской студией Topcraft фентезийный мультфильм, поставленный по одноимённому классическому фэнтези-роману Питера Бигла. Был выпущен 19 ноября в 1982 году компанией Rankin/Bass Productions. В России в январе и 25 августа 1997 года мультфильм был показан на канале РТР с собственным закадровым переводом «Всероссийской телерадиокомпании». Все песни написаны группой America, создавшей целый альбом с одноимённым названием The Last Unicorn.

## Сюжет
Последний единорог покидает свой родной лес, для того чтобы найти бесследно пропавших сородичей, загнанных в море Красным Быком. Вскоре она попадает в плен к старухе Матушке Фортуне, нашедшей Единорога в лесу спящей и посадившей её в клетку подобно остальным животным. Вызволяет её добрый, но не очень опытный волшебник Шмендрик, мечта которого научиться подчинять магию своей воле. Единорог узнаёт, что Красный Бык принадлежит королю Хаггарду и отправляется в путь вместе с волшебником. Но лесные разбойники ловят Шмендрика. Отделавшись от новой беды они знакомятся с Молли Грюм, которая разделяет путь друзей. Встретив Красного быка, Единорог не может победить его и тогда Шмендрик призывает на помощь магию, превращающую мифическое животное в девушку. Друзья устраиваются на службу к королю Хаггарду. Его сын принц Лир влюбляется в красавицу, представленную двору как леди Амальтея. Тем временем перед друзьями встает новая загадка: как пройти к Красному Быку. Шмендрик находит решение и они с Молли, Амальтеей и Лиром спускаются в подземелье, где состоится новая встреча с монстром. Волшебник возвращает Единорогу её прежний облик и она побеждает Быка. Теперь Единороги свободны, но только один из них умеет чувствовать по-настоящему. Молли Грюм остается с Шмендриком, который обрёл истинную магическую силу. Принц Лир становится героем и ему суждено совершить немало подвигов. А Единорог возвращается к своим сородичам с памятью о людях, которые помогли ей научиться чувствовать.

## Производство
Американскому писателю Питеру Биглу пришла в голову идея экранизировать какую-нибудь из книг его ранних начинаний. Интерес и готовность взяться за этот проект выразили несколько анимационных студий: Lee Mendelson, Bill Melendez и основатель студии Двадцатый век Фокс аниматор по имени Лес Голдман. Но Бигл решил не давать им шанс потому что был убежден, что профессиональный уровень этих студий недостаточно хороший. В то же время Бигл был абсолютно уверен, что экранизацией его романа будет именно анимационный фильм, а не фильм с участием живых актёров. Студия Rankin/Bass с собственным ассоциативным продюсером Майклом Чейзом Волкером, на самом деле была бы последней студией с которой Питер Бигл хотел бы иметь дело, но к его «ужасу» сделка о разработке была заключена с ней.
На самом деле, анимационное творение в итоге получилось лучше и интереснее, чем книжный оригинал, как потом признался Бигл. Ему очень понравились окружение и дизайн, над которыми постарались японские художники, и концепция, и раскрашенные цвета, все по его словам получилось красиво и великолепно. Плюс ко всему мастерская игра актёров по озвучке и подходящие голоса - всё это вдохнуло в его персонажей жизнь, дало им возможность показать свой характер и выразить индивидуальность. Анимация мультфильма была выполнена студией Topcraft, в то время как студия Rankin/Bass работала над словами, диалогами по ходу сюжета. В конце, по словам автора романа, анимационный фильм был полностью завершен, осталась невыполненной лишь самая малая часть от запланированного автором плана, так как в самый конец мультфильма решили не ставить диалоговую сцену с принцессой Алисон.
Через некоторое время после выхода мультфильма студия Topcraft, ответственная за анимацию «Последнего единорога», была нанята начинающим тогда режиссёром Хаяо Миядзаки для съёмок «Навсикаи из долины Ветров». Позже, в 1985 году, основными членами Topcraft и Миядзаки была основана Студия Ghibli.

## Выпуск на видео
В 1983 году мультфильм был выпущен на видеокассетах компанией «PolyGram Video», в США в то же время — «CBS/Fox Video».
В СССР мультфильм распространялся на «пиратских» видеокассетах, предположительно, в авторском одноголосом переводе «Крёстного Отца» Леонида Володарского. В России, в середине 90-х распространенные копии данного мультфильма ходили в виде «пиратских» видеокассет VHS и CD видеодисков Laserdisc в одноголосых переводах Максима Ошуркова, Юрия Сербина и Сергея Визгунова. В конце 90-х мультфильм был выпущен с русским дубляжем студии «Ракурс», по заказу компании «Екатеринбург Арт» на VHS, в коллекции «EA Family Entertainment». Лицензионные видеокассеты VHS производились со звуком Hi-Fi Stereo. В России в 2003 году мультфильм был выпущен на DVD в переводе Юрия Живова с оригинальной звуковой дорожкой, в формате Dolby Digital 2.0, с оригинальной англоязычной видеопродукцией и плюс бонус — трейлер мультфильма. В этом же году компания «Twister Digital Video» выпустила мультфильм на лицензионных DVD с многоголосым закадровым переводом, с русским меню и субтитрами, в двух системах PAL и NTSC.

## Над мультфильмом работали
- Продюсер и режиссёр Rankin/Bass Productions (Артур Ранкин и Жюль Басс)
- Сценарий по мотивам Питера Бигла
- Исполнительный продюсер: Мартин Старгер
- Музыка и тексты песен: Джимми Вебб
- Песни исполнила группа: America